# Microregione di Ituporanga
Ituporanga è una microregione dello Stato di Santa Catarina in Brasile.

## Comuni
Comprende 7 comuni:
- Agrolândia
- Atalanta
- Chapadão do Lageado
- Imbuia
- Ituporanga
- Petrolândia
- Vidal Ramos